# Museo delle antichità dell'Università di Lipsia

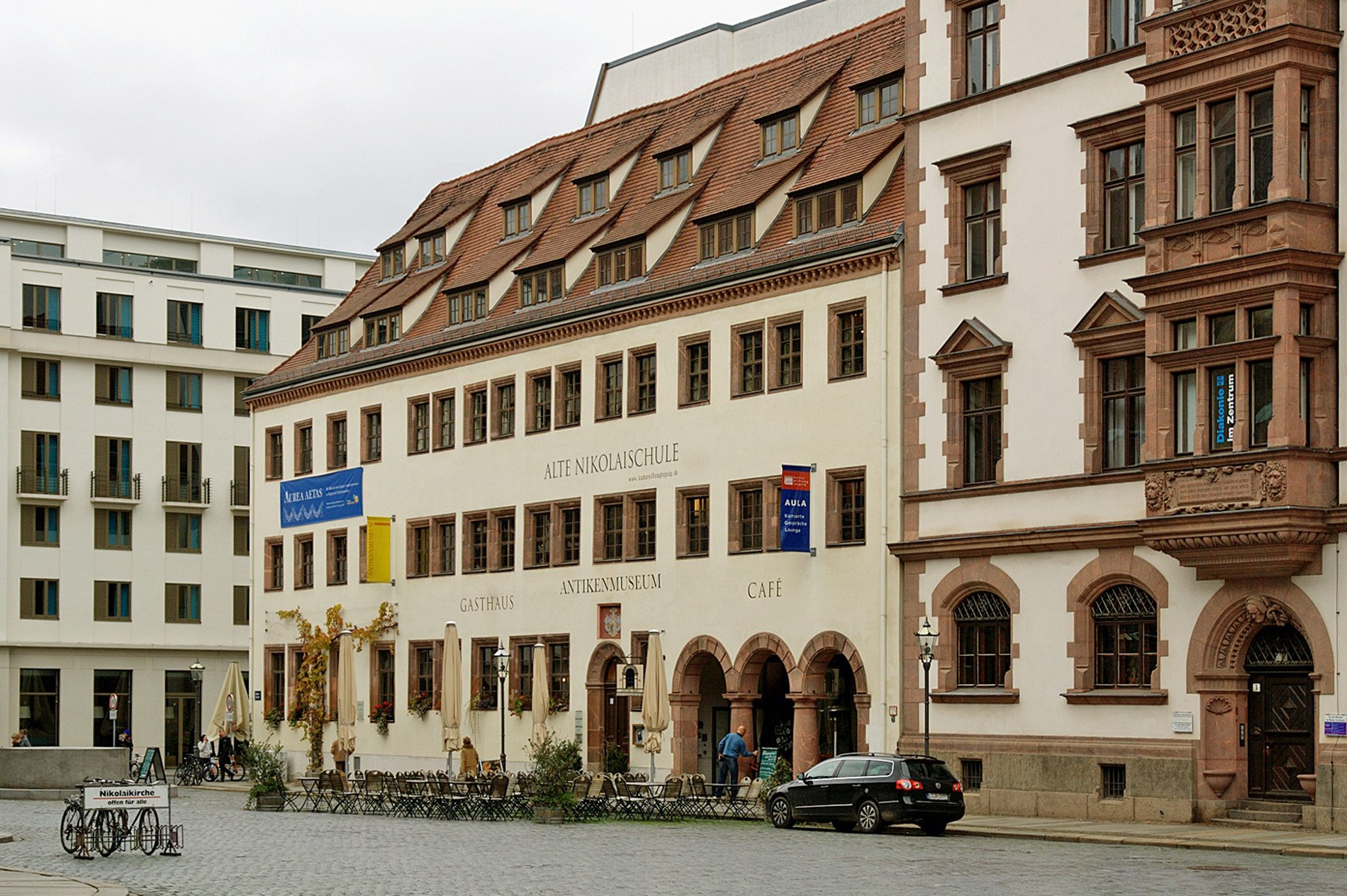
La sede del museo è l'edificio riaperto della Alte Nikolaischule.

Il Museo delle Antichità dell'Università di Lipsia (de. Antikenmuseum der Universität Leipzig) è una collezione di antichità dell'Università di Lipsia, in Germania.

## Storia
La collezione di antichità di furono gettate nella prima metà del XVIII secolo, con le prime acquisizioni di antichità da parte dell'Università di Lipsia. Già nel 1735 Johann Friedrich Christ (1701–1756), archeologo e professore di poesia, utilizzò le antichità di sua proprietà nelle sue lezioni. Agli inizi del XIX secolo la collezione di antichità acquisì il nome di "Gabinetto di archeologia e arte". Sebbene in origine l'attenzione della collezione fosse rivolta a monete antiche, gemme e calchi in gesso, la situazione cambiò con l'arrivo a Lipsia di 50 vasi greci ed etruschi, per gentile concessione dell'archeologo Eduard Gerhard (1795–1867). Nello stesso anno la collezione venne ulteriormente ampliata con pezzi d'antiquariato acquistati da W.G. Becker durante un viaggio in Italia. Negli anni successivi vennero acquisite anche numerose lampade a olio, terrecotte e sculture rare.
Nella seconda metà dell'Ottocento, sotto la direzione dell'archeologo Johannes Overbeck (1826–1895), le nuove aggiunte si limitarono per lo più ai calchi in gesso. Solo nel 1897, con l'acquisto degli importanti pezzi antichi della collezione di Friedrich Hauser, si ricominciò ad acquisire oggetti originali in numero significativo. Nel primo decennio del XX secolo, sotto la guida di Franz Studniczka, la collezione si ampliò nuovamente con circa 300 preziosi reperti donati da Edward Perry Warren e John Hubert Marshall (1876–1958), tra cui un importante busto in marmo di Alessandro Magno.

## Il museo oggi
La collezione universitaria di antichità di Lipsia comprende circa 10 000 pezzi originali, tra cui spiccano numerosi vasi a figure nere e rosse, oltre a più di 600 calchi in gesso. Oltre a fungere da risorsa didattica per gli studenti, dal 1844 il museo espone i suoi reperti più importanti al grande pubblico. Dal 1994 la collezione è esposta nella Alte Nikolaischule.